# Richard Henry Dana, Jr.

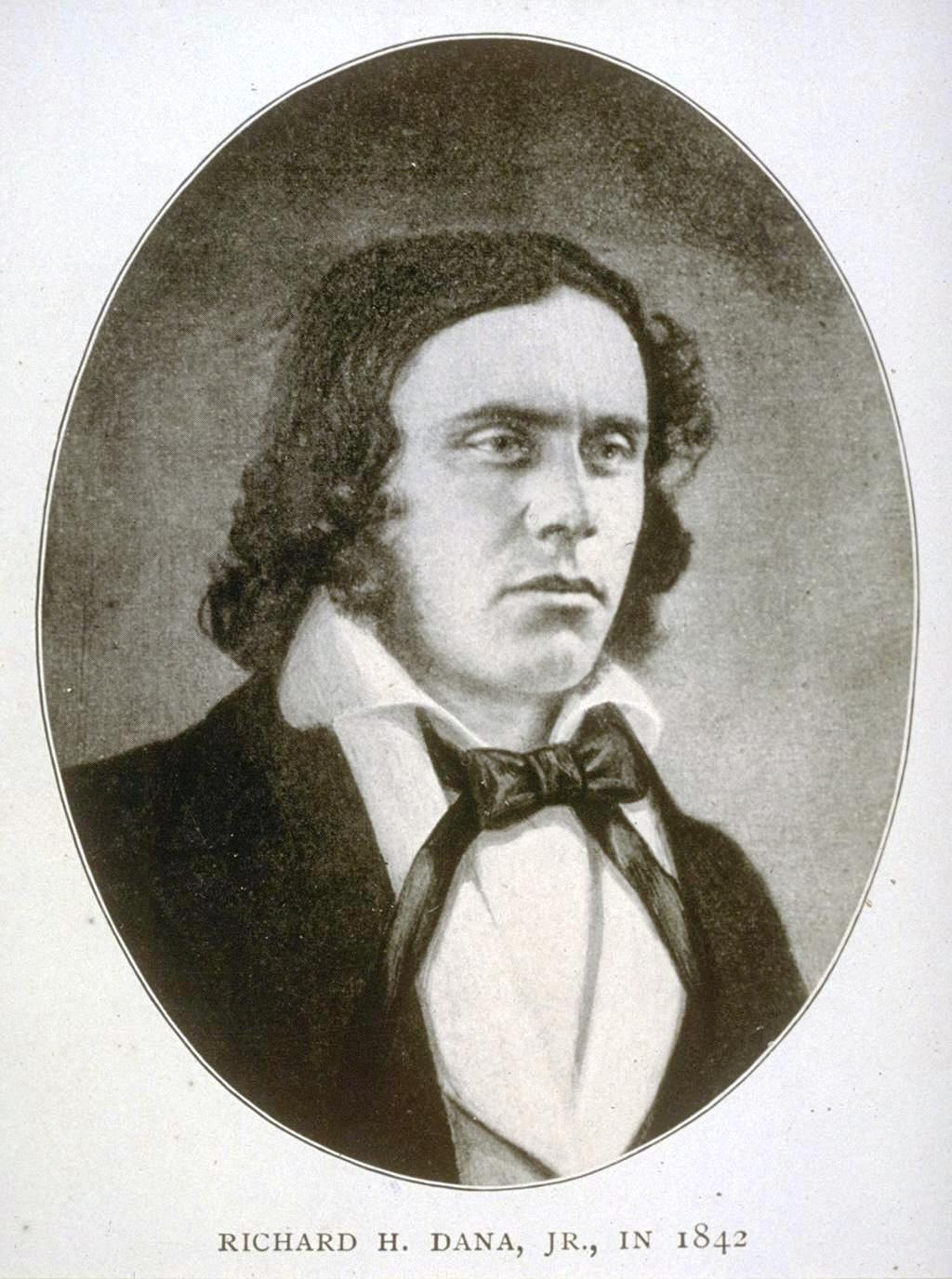
Richard Henry Dana, Jr., 1842

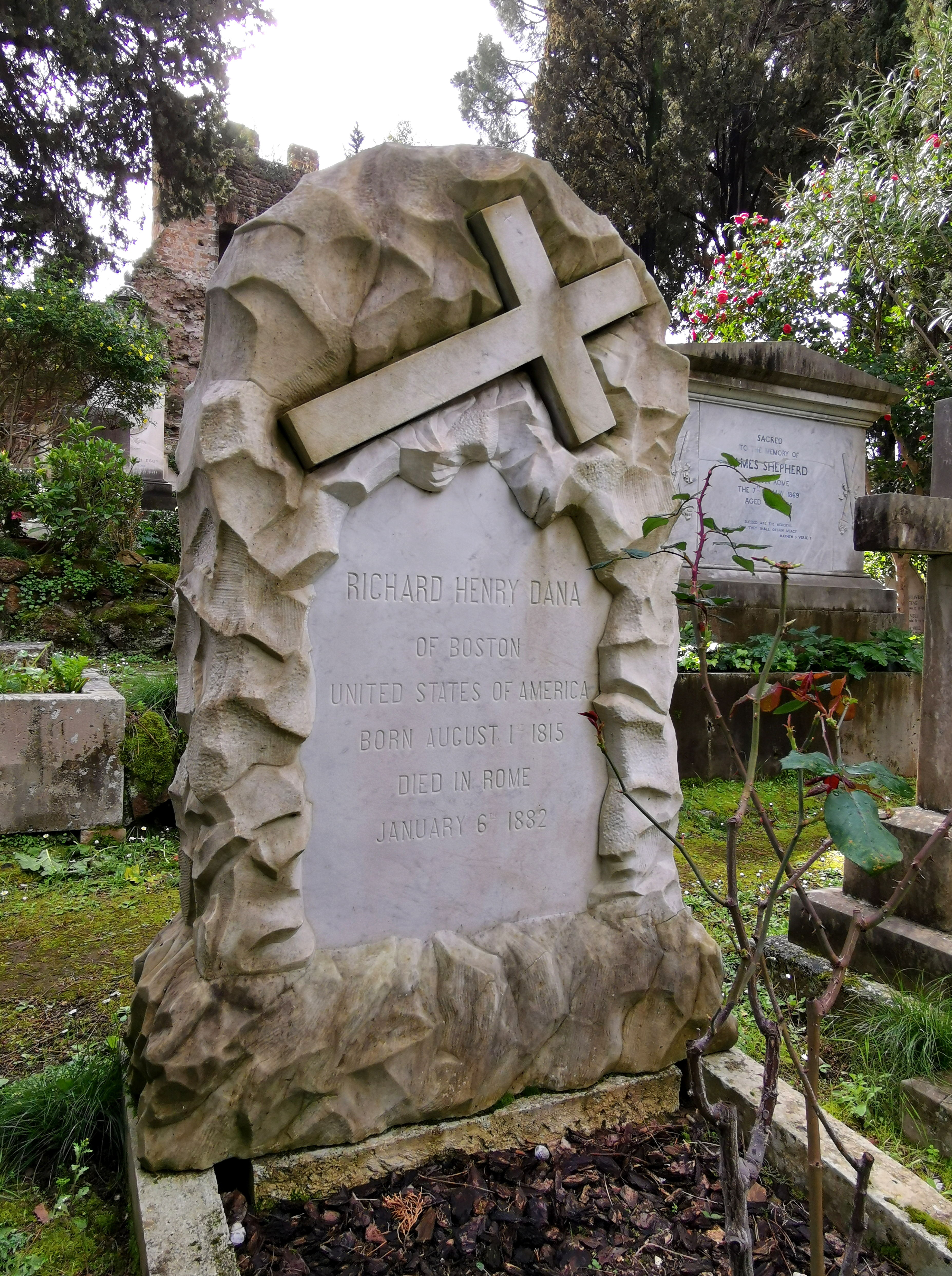
Grab auf dem Nichtkatholischen (Protestantischen) Friedhof Rom

Richard Henry Dana, Jr. (geboren am 1. August 1815 in Cambridge, Massachusetts; gestorben am 6. Januar 1882 in Rom) war ein amerikanischer Jurist, Politiker und Schriftsteller.

## Studium und Seefahrt
Er wurde als Sohn einer der angesehensten Familien der Stadt Cambridge geboren; sein Großvater Francis Dana hatte  Massachusetts beim Kontinentalkongress vertreten und war einer der Unterzeichner der Konföderationsartikel, sein Vater Richard Henry Dana Sr. war ein renommierter Rechtsanwalt und Publizist. Er matrikulierte an der Harvard University, unterbrach sein Studium aber nach einer Masernerkrankung, die sein Sehvermögen stark beeinträchtigte. Da er glaubte, eine Seereise würde seinen Augen zuträglich sein, heuerte er 1834 als einfacher Matrose auf der Brigg Pilgrim an, die von Boston nach Kalifornien segelte. Während der Seereise um Kap Hoorn, seinem Aufenthalt in Kalifornien und der Rückkehr nach Boston auf dem Schiff Alert führte er ein Tagebuch, das zur Grundlage für sein 1840 erschienenes Buch Two Years Before the Mast (dt. „Zwei Jahre vorm Mast“) wurde. In diesem Werk beschreibt Dana seine Abenteuer auf See, seine Reifung vom greenhorn zum erfahrenen Segler, und in lebhafter Weise die kalifornische Gesellschaft der Zeit. Das Buch wurde in Großbritannien wie in den USA ein Bestseller und erfreut sich bis heute vor allem als Jugendbuch großer Beliebtheit. Two Years Before the Mast beeinflusste maßgeblich die Entwicklung des englischsprachigen Seefahrerromans. Herman Melville würdigte Danas Werk ausdrücklich in seinem 1850 erschienenen Roman White-Jacket.

## Beruf als Anwalt und Politiker
Nach seiner Rückkehr nach Massachusetts schloss Dana sein Studium ab und schlug eine Juristenlaufbahn ein. Er war zunächst Experte für Seerecht, engagierte sich aber zunehmend für die abolitionistische Bewegung (Antisklaverei-Bewegung). 1848 wohnte er der Gründung der Free Soil Party bei, und mehrfach vertrat er vor Gericht entflohene Sklaven, die aus den Südstaaten nach Massachusetts geflohen waren und gemäß dem Fugitive Slave Act ausgeliefert werden sollten. 1854 wurde er nach dem Prozess um den entlaufenen Sklaven Anthony Burns von bezahlten Auftragsschlägern auf offener Straße fast zu Tode geprügelt. 1861 wurde er von Abraham Lincoln zum Bundesstaatsanwalt für Massachusetts ernannt. Während des Bürgerkrieges verteidigte er in dieser Funktion vor dem Obersten Gerichtshof erfolgreich die Rechtmäßigkeit der Beschlagnahmung von Schiffen der Südstaaten und die Blockade ihrer Häfen durch Schiffe der Union. 1864 wurde er in die American Academy of Arts and Sciences gewählt. Von 1867 bis 1868 gehörte er dem Massachusetts General Court, dem Parlament seines Heimatstaates, an.
Seine letzten Lebensjahre wurden von einem sich über Jahre hinziehenden Plagiatsprozess überschattet. Dana wurde vorgeworfen, als Herausgeber des Rechtslehrbuchs Henry Wheaton's Elements of International Law Passagen aus der Feder des vorigen Herausgebers, William Beach Lawrence, verwendet zu haben. Der Prozess wirkte sich auch auf seine politische Karriere aus; 1876 verhinderten Danas politische Feinde seine Berufung zum Botschafter in England durch Präsident Ulysses S. Grant auch unter Berufung auf den Plagiatsprozess.

## Urteil zum Vorwurf des Plagiats
Das Urteil des Bezirksgerichts Massachusetts von 1869 im Fall Laurence vs. Dana ist das erste bezüglich des Urheberrechts in den USA

“In this case, the court found that subsequent editions to a book without alterations or additions should have the same copyright, because they find their only protection in the original copyright; but second or subsequent editions, with notes or other improvements, are new books, within the meaning of the copyright acts, and the authors or proprietors of the same are required to “deposit a printed copy of such book,” and “give information of copyright being secured,” as if no prior edition of the work had ever been published. The term of the copyright as to the notes or improvements, is computed from the time of recording the title thereof, and not from the time of recording the title of the original work. Copyrights afford no protection to what was not in existence at the time when they were granted.”

„In diesem Fall hat das Gericht festgestellt, dass die nachfolgenden Ausgaben eines Werks ohne Änderungen oder Ergänzungen das Urheberrecht des Originals beanspruchen, weil ihr einziger Schutz im Urheberrecht des Originals besteht. Zweite oder nachfolgende Auflagen mit Anmerkungen oder sonstigen Bearbeitungen sind jedoch neue Werke im Sinne der Urheberrechtsgesetze, und die Verfasser oder Inhaber derselben sind verpflichtet, „ein gedrucktes Exemplar des Buchs zu hinterlegen“ und „den Vorbehalt des Urheberrechts zu erklären“, als ob eine vorherige Ausgabe des Werks nie veröffentlicht worden wäre. Die Laufzeit des Urheberrechts hinsichtlich der Anmerkungen oder Verbesserungen wird vom Zeitpunkt der Aufzeichnung des neu aufgelegten Titels und nicht vom Zeitpunkt der Aufzeichnung des Titels des Originalwerks berechnet. Das Urheberrecht gewährt keinen Schutz für das, was zum Zeitpunkt seiner Inanspruchnahme noch nicht existiert hat.“

## Werke
- Two Years Before the Mast (Zwei Jahre vorm Mast, 1840, 1946 als In Ketten um Kap Horn verfilmt)
- The Seaman's Friend: Containing a Treatise on Practical Seamanship, with Plates; A Dictionary of Sea Terms; Customs and Usages of the Merchant Service; Laws Relating to the Practical Duties of Master and Mariners (1841)
- To Cuba and Back (1859)
- Journal of a Voyage round the World (1859–1860)
- Twenty-Four Years After (1869; Nachrede zu Two Years Before the Mast)
- Robert F. Lucid (Hrsg.): The Journal of Richard Henry Dana, Jr. 3 Bände. Belknap Press of Harvard University Press, Cambridge 1968.

## Sekundärliteratur
- Charles Francis Adams: Richard Henry Dana: A Biography. 2 Bände. Boston 1890.
- Robert L. Gale: Richard Henry Dana, Jr. Twayne, Boston 1969.
- Kathryn Mudgett: Writing the Seaman's Tale in Law and Literature: Dana, Melville, and Justice Story. AMS Press, New York 2012, ISBN 978-0-404-64481-9.
- Samuel Shapiro: Richard Henry Dana, Jr.: 1815–1882. Michigan State University Press, East Lansing 1961.